# Ángelo Henríquez
Ángelo José Henríquez Iturra (Santiago de Chile, Chile, 1994. április 13. –) chilei válogatott labdarúgó, az orosz Baltika Kalinyingrád csatárja.

## Pályafutása

### Kezdeti évek
Henríquez 12 éves koráig versenyszerűen teniszezett, de később a labdarúgás mellett döntött. 2007-ben, 13 éves korában csatlakozott az Universidad de Chile ifiakadémiájához. Két évvel később, 2009-ben a Manchester United megegyezett az Universidad de Chilével, hogy leigazolja a játékost, amint megkapja a munkavállalási engedélyt az Egyesült Királyságban. A két klub 4 millió eurós vételárban egyezett meg, 2014-es kifizetési határidővel.

### Universidad de Chile
2011. június 27-én Henríquez kezdőként lépett pályára az Unión San Felipe elleni Copa Chile-mérkőzésen. A találkozón az Universidad nyerte 1-0-ra, Francisco Castro góljával. A szezon második felében többször nem lépett pályára, de tagja volt annak a keretnek, mely megnyerte a Clausurát és a Copa Sudamericanát.
Miután Gustavo Canales a kínai bajnokságba szerződött, az Universidad de Chile szeretett volna egy új csatárt igazolni, Jorge Sampaoli menedzser azonban megbízott a fiatal Henríquezben, akit többen is szerettek volna kölcsönvenni, és a kezdőbe helyezte a 2012-es szezonban. 2012. február 22-én a nemzetközi porondon is bemutatkozott, a Copa Libertadoresben, a Godoy Cruz ellen. Az 5-1-es győzelemmel végződő találkozó utolsó gólját éppen ő szerezte, a 90. percben. Február 28-án, a Cobreloa ellen első bajnoki góljait is megszerezte, amikor kétszer is betalált a 4-1-re megnyert meccsen.

### Manchester United
2012. augusztus 21-én a Manchester United bejelentette, hogy Henríquez megkapta a munkavállalási engedélyt, így semmi akadálya, hogy a klubhoz szerződjön és pályára léphessen. Az átigazolás szeptember 5-én vált hivatalossá és a 21-es számú mezt kapta a manchesteri csapatnál. A United U21-es csapatában góllal mutatkozott be a Newcastle United ellen 4-2-re megnyert mérkőzésen.
2013. január 2-án a Wigan Athletic kölcsönvette a szezon végéig. A 11-es számú szerelést kapta, bemutatkozására pedig január 5-én került sor, amikor félidőben csereként beállt a Bournemouth elleni FA Kupa-meccsen. A találkozó 1-1-es döntetlennel zárult. A Premier League-ben január 19-én, a Sunderland ellen kapott először lehetőséget, szintén csereként. A mérkőzésen megszerezte első hivatalos angliai gólját, de csapata ennek ellenére is kikapott 3-2-re. Első európai trófeáját 2013. május 11-én nyerte, amikor a Wigan 1-0-ra legyőzte a Manchester Cityt az FA Kupa döntőjében. A meccsen a cserék közé nevezték, de nem kapott játéklehetőséget.
A kölcsönszerződése lejártával visszatért a Manchester Unitedhez és a 2013/14-es szezonra való felkészülést már ott kezdte meg. A felkészülési időszak utolsó meccsén, a svéd AIK ellen a 68. percben gólt szerzett, ezzel döntetlenre mentve csapatának a mérkőzést.

### A válogatottban
Henríquez több korosztályos chilei válogatottnak is a tagja volt. 2009-ben részt vett az U15-ös dél-amerikai bajnokságon, Bolíviában és két gólt szerzett Paraguay ellen. A 2011-es U17-es dél-amerikai bajnokságon Kolumbia, Brazília és Venezuela ellen is betalált.
A chilei felnőtt válogatottban 2012. november 14-én mutatkozott be, egy Szerbia elleni barátságos meccsen. A sérült Alexis Sánchezt váltotta csereként és ő szerezte csapata egyetlen gólját a 3-1-es vereséggel záruló találkozón.

### Válogatottbeli góljai
| #  | Dátum               | Helyszín                        | Ellenfél | Gól | Eredmény | Rendezvény          |
| -- | ------------------- | ------------------------------- | -------- | --- | -------- | ------------------- |
| 1. | 2012. november 14.  | AFG Arena, Sankt Gallen, Svájc  | Szerbia  | 1–3 | 1–3      | Barátságos mérkőzés |
| 2. | 2013. augusztus 14. | Brøndby Stadium, Brøndby, Dánia | Irak     | 6–0 | 6–0      | Barátságos mérkőzés |

## Sikerei, díjai

### Klubszinten

#### Universidad de Chile
- Chilei bajnok: 2011 Clausura, 2011 Apertura
- Copa Sudamericana: 2011

#### Wigan Athletic
- FA Kupa: 2013

#### Dinamo Zagreb
- Horvát bajnok: 2014–15, 2015–16
- Horvát kupa: 2014–15, 2015–16

### Válogatott szinten

#### Chile
- Copa América: 2015

## Magánélete
Bátyja, César Henríquez szintén labdarúgó, aki utoljára a chilei Palestinóban játszott.

## Külső hivatkozások
- Ángelo Hanríquez pályafutásának statisztikái a Soccerbase oldalon (angolul)

- Adatlapja a Manchester United honlapján